# Orchaise
Orchaise település Franciaországban, Loir-et-Cher megyében. Lakosainak száma 939 fő (2018. január 1.). Orchaise Chambon-sur-Cisse, Herbault, Saint-Lubin-en-Vergonnois, Santenay, Seillac és Valencisse községekkel határos.

## Népesség
A település népességének változása:
| Lakosok száma | 439  | 432  | 617  | 773  | 855  | 890  | 915  | 951  | 979  | 939  |
|               | 1962 | 1968 | 1982 | 1990 | 1999 | 2008 | 2011 | 2013 | 2017 | 2018 |